# Leichtathletik-Weltmeisterschaften 2019/Teilnehmer (Athlete Refugee Team)
| Gelbes Symbol für Goldmedaillen mit stilisierten Olympischen Ringen | Graues Symbol für Silbermedaillen mit stilisierten Olympischen Ringen | Braundes Symbol für Bronzemedaillen mit stilisierten Olympischen Ringen |
| ------------------------------------------------------------------- | --------------------------------------------------------------------- | ----------------------------------------------------------------------- |
| —                                                                   | —                                                                     | —                                                                       |

Im Flüchtlingsteam (englisch Athlete Refugee Team) (ART) wurden vom Internationalen Leichtathletikverband (IAAF) sechs Athletinnen und Athleten für die Leichtathletik-Weltmeisterschaften 2019 in Doha nominiert.

## Ergebnisse

### Frauen

#### Laufdisziplinen
| Athletin              | Disziplin | Vorlauf        | Vorlauf | Halbfinale | Halbfinale | Finale | Finale |
| Athletin              | Disziplin | Zeit           | Platz   | Zeit       | Platz      | Zeit   | Platz  |
| --------------------- | --------- | -------------- | ------- | ---------- | ---------- | ------ | ------ |
| Rose Nathike Lokonyen | 800 m     | 2:13,39 min PB | 40      | DNQ        | DNQ        | –      | –      |

### Männer

#### Laufdisziplinen
| Athlet                        | Disziplin        | Vorlauf      | Vorlauf | Halbfinale | Halbfinale | Finale | Finale |
| Athlet                        | Disziplin        | Zeit         | Platz   | Zeit       | Platz      | Zeit   | Platz  |
| ----------------------------- | ---------------- | ------------ | ------- | ---------- | ---------- | ------ | ------ |
| Paulo Amotun Lokoro           | 1500 m           | 3:48,98 min  | 42      | DNQ        | DNQ        | –      | –      |
| Jamal Abdelmaji Eisa Mohammed | 5000 m           | 14:15,32 min | 32      |            |            | DNQ    | DNQ    |
| Tachlowini Gabriyesos         | 5000 m           | 14:28,11 min | 34      |            |            | DNQ    | DNQ    |
| Fouad Idbafdil                | 3000 m Hindernis | DNF          | DNF     |            |            | –      | –      |
| Otmane Nait Hammou            | 3000 m Hindernis | 9:30,17 min  | 44      |            |            | DNQ    | DNQ    |